# Reinhold Esterbauer
Reinhold Esterbauer (* 16. Dezember 1963 in Tamsweg) ist ein österreichischer römisch-katholischer Theologe und Philosoph.

## Leben
Reinhold Esterbauer studierte römisch-katholische Theologie und Philosophie in Wien, München und Graz. Er ist Professor der Philosophie an der Katholisch-Theologischen Fakultät der Universität Graz. Er gehört zu den Unterzeichnern des Memorandums Kirche 2011: Ein notwendiger Aufbruch.

## Auszeichnungen
- 1996: Kardinal-Innitzer-Förderungspreis für Theologie

## Werke (Auswahl)
- Phenomenon and Revelation, (mit Jakub Sirovátka und René Dausner) (Hg.),Special Issue 2024, Jg. 14 Heft 1 der Zeitschrift „Acta Universitatis Carolinae Theologica“.
- Klingende Welten. Potentiale und Wirkweisen von Klang und Musik, (mit Peter Ebenbauer) (Hg.), Jg. 2024 Heft 7:1 der Zeitschrift „LIMINA – Grazer theologische Perspektiven“.
- Kategoriale Seelsorge, (mit Christoph Grabenwarter und Katharina Pabel) (Hg.), Manz, Wien 2024 (= Seggauer Gespräche zu Staat und Kirche 2).
- Das Unfassbare vor Augen. Neue phänomenologische Annäherungen an Religion. Für Günther Pöltner zum 80. Geburtstag, (Hg.), Baden-Baden, Alber 2023.
- Clash of Generations? Intergenerationelles Zusammenleben auf dem Prüfstand, (mit Wolfgang Weirer) (Hg.), Jg. 2020 Heft 3:1 der Zeitschrift „LIMINA – Grazer theologische Perspektiven“.
- Das Phantom der Freiheit, (mit Isabella Guanzini) (Hg.), Jg. 2019 Heft 2:2 der Zeitschrift „LIMINA – Grazer theologische Perspektiven“.
- 100 Jahre Trennung von Staat und Kirche, (mit Christoph Grabenwarter / Katharina Pabel) (Hg.), Manz, Wien 2019 (= Seggauer Gespräche zu Staat und Kirche 1).
- Der Leib und seine Zeit. Temporale Prozesse des Körpers und deren Dysregulationen im Burnout und bei anderen Leiberfahrungen, (mit Andrea Paletta / Julia Meer) (Hg.), Alber, Freiburg/Br. 2019.
- Bodytime. Leib und Zeit bei Burnout und in anderen Grenzerfahrungen, (mit Andrea Paletta / Philipp Schmidt / David Duncan) (Hg.), Alber, Freiburg/Br. 2016.
- Den Menschen im Blick. Phänomenologische Zugänge. FS für Günther Pöltner, (mit Martin Ross) (Hg.), Königshausen & Neumann, Würzburg 2012.
- Emotionen im Spannungsfeld von Phänomenologie und Wissenschaften, (mit Sonja Rinofner) (Hg.), Lang, Frankfurt 2009.
- Religiöse Appelle und Parolen. Interdisziplinäre Analysen zu einer neuen Sprachform, (mit Peter Ebenbauer / Christian  Wessely) (Hg.), Kohlhammer, Stuttgart 2008.
- WortWechsel. Sprachprobleme in den Wissenschaften interdisziplinär auf den Begriff gebracht, (mit Elisabeth Pernkopf / Hans-Walter Ruckenbauer) (Hg.), Königshausen & Neumann, Würzburg 2007.
- Phänomenologie und Systemtheorie, (gemeinschaftlich mit Jaromir Brejdak / Sonja Rinofner-Kreidl/Hans Rainer Sepp) (Hg.), Königshausen & Neumann, Würzburg 2006 (= Orbis Phaenomenologicus. Perspektiven N. F. 8).
- Spiel mit der Wirklichkeit, (mit Elisabeth Pernkopf / Mario Schönhart) (Hg.), Königshausen & Neumann, Würzburg 2004.
- Anspruch und Entscheidung. Zu einer Phänomenologie der Erfahrung des Heiligen, Kohlhammer, Stuttgart 2002 (= Münchener philosophische Studien N.F. 19).
- Orte des Schönen (Hg.), Königshausen & Neumann, Würzburg 2002.
- Theologie im Umbruch, (mit Wolfgang Weirer) (Hg.), Styria, Graz 2000.
- Verlorene Zeit – wider eine Einheitswissenschaft von Natur und Gott, Kohlhammer, Stuttgart 1996.
- Transzendenz-«Relation». Zum Transzendenzbezug in der Philosophie Emmanuel Levinas, Passagen-Verlag, Wien 1992.
- Kontingenz und Religion. Eine Phänomenologie des Zufalls und des Glücks, VWGÖ, Wien 1989.